# Tapenade

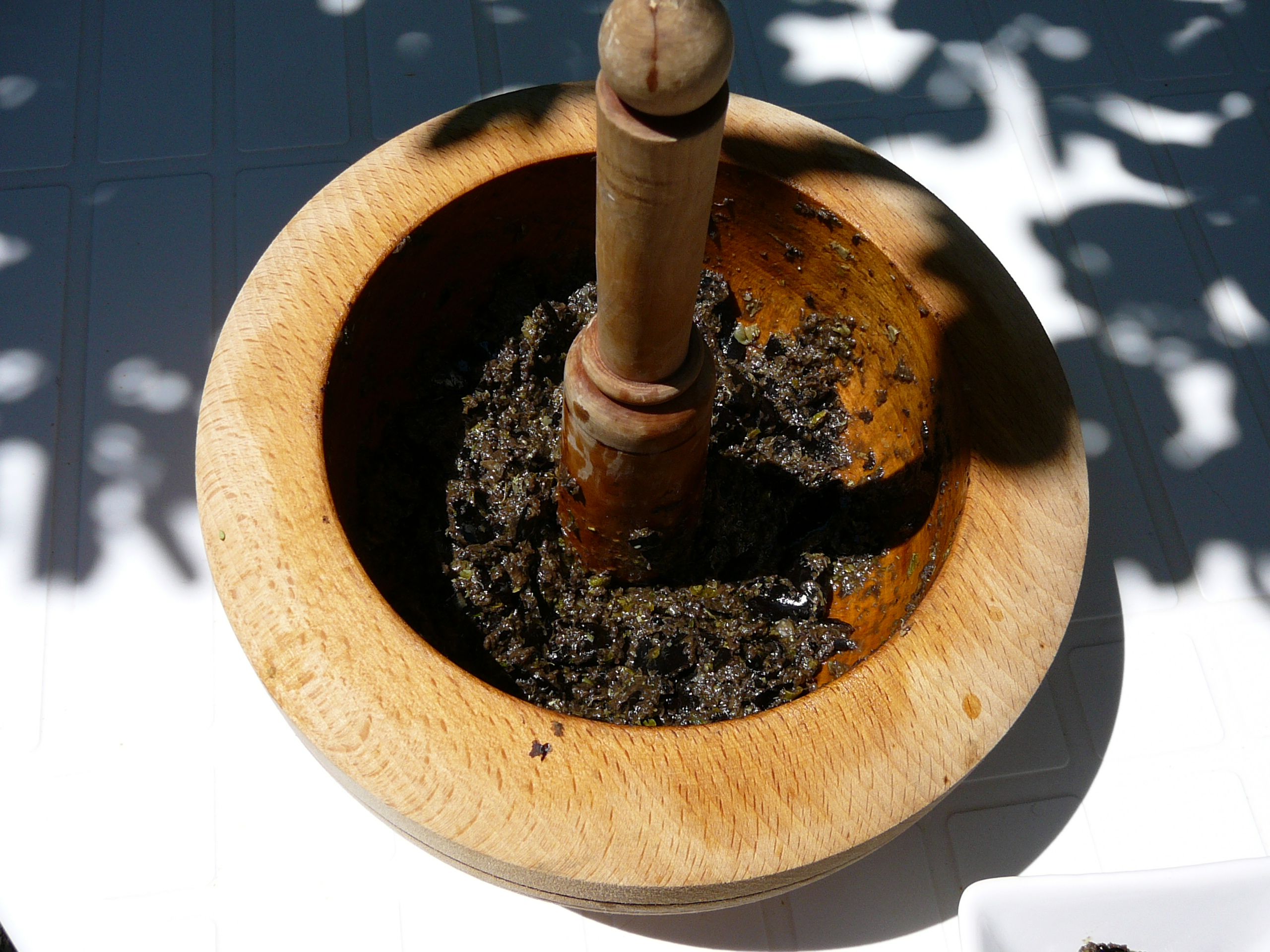
Tapenade em argamassa

Tapenade um prato típico originário da França na região do mediterrâneo de Provença, um patê simples e fácil de preparar. Composto por uma mistura de azeitona (preferencialmente preta), com alcaparra, anchova, tudo picado em pequenos pedaços ou mesmo macerado e misturado com azeite de oliva. É normalmente servido como entrada com pedaços de pão ou torradas, podendo também ser utilizado como tempero.
A tapenade é um excelente aperitivo, pode ser servido com pães antes das refeições ou também adicionada a um macarrão, uma salada, é bem versátil. É excelente para ser servida numa reunião de amigos ou para levar a um piquenique.